# Sir Gobardhan
Sir Gobardhan es una ciudad censal situada en el distrito de Varanasi en el estado de Uttar Pradesh (India). Su población es de 11350 habitantes (2011). Se encuentra a 323 km al sureste de Lucknow.

## Demografía
Según el censo de 2011 la población de Sir Gobardhan era de 11350 habitantes, de los cuales 6053 eran hombres y 5297 eran mujeres. Sir Gobardhan tiene una tasa media de alfabetización del 79,40%, superior a la media estatal del 67,68%: la alfabetización masculina es del 88,81%, y la alfabetización femenina del 68,57%.